# Café Louvre
Café Louvre je kavárna, která se nachází v někdejším obchodním a kancelářském paláci Louvre, dvojdomě č. 18-20 na Národní třídě čp. 117/II 1987/II, na Novém Městě v Praze 1. Vznikla v tehdejším Rakousku-Uhersku a byla nazvána podle pařížského královského paláce a muzea Louvre.

## Dějiny

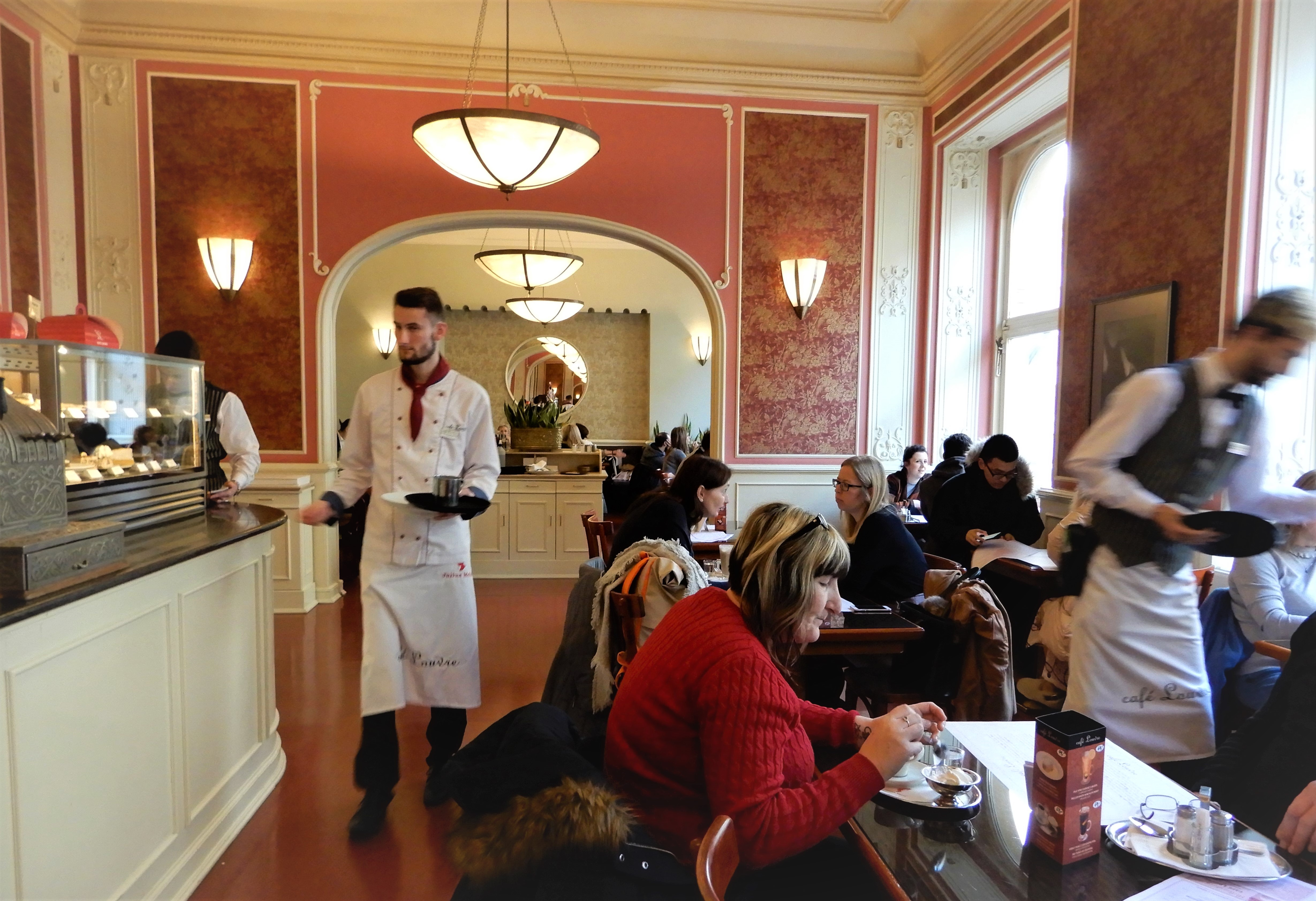
Interiér kavárny

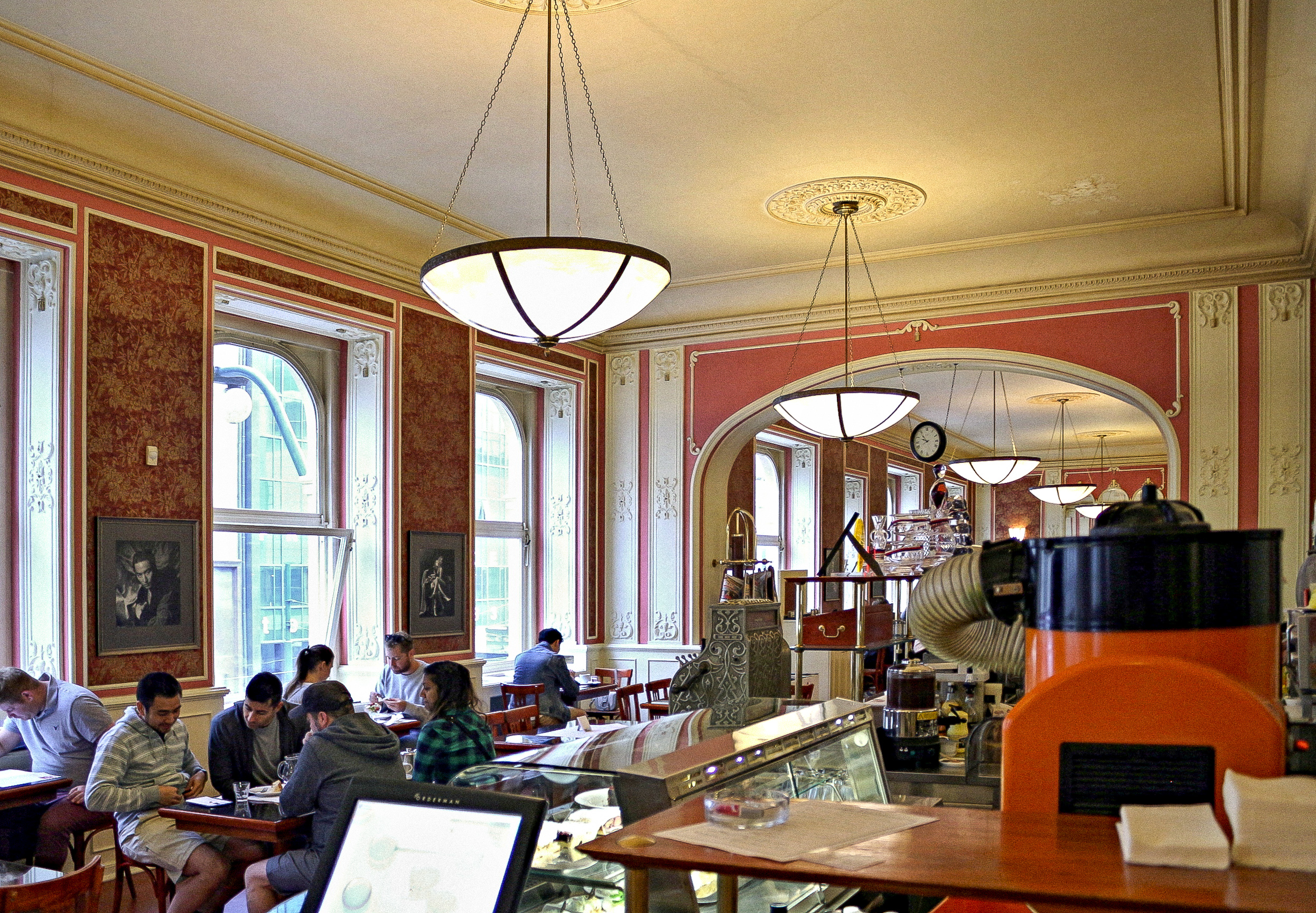
Interiér kavárny

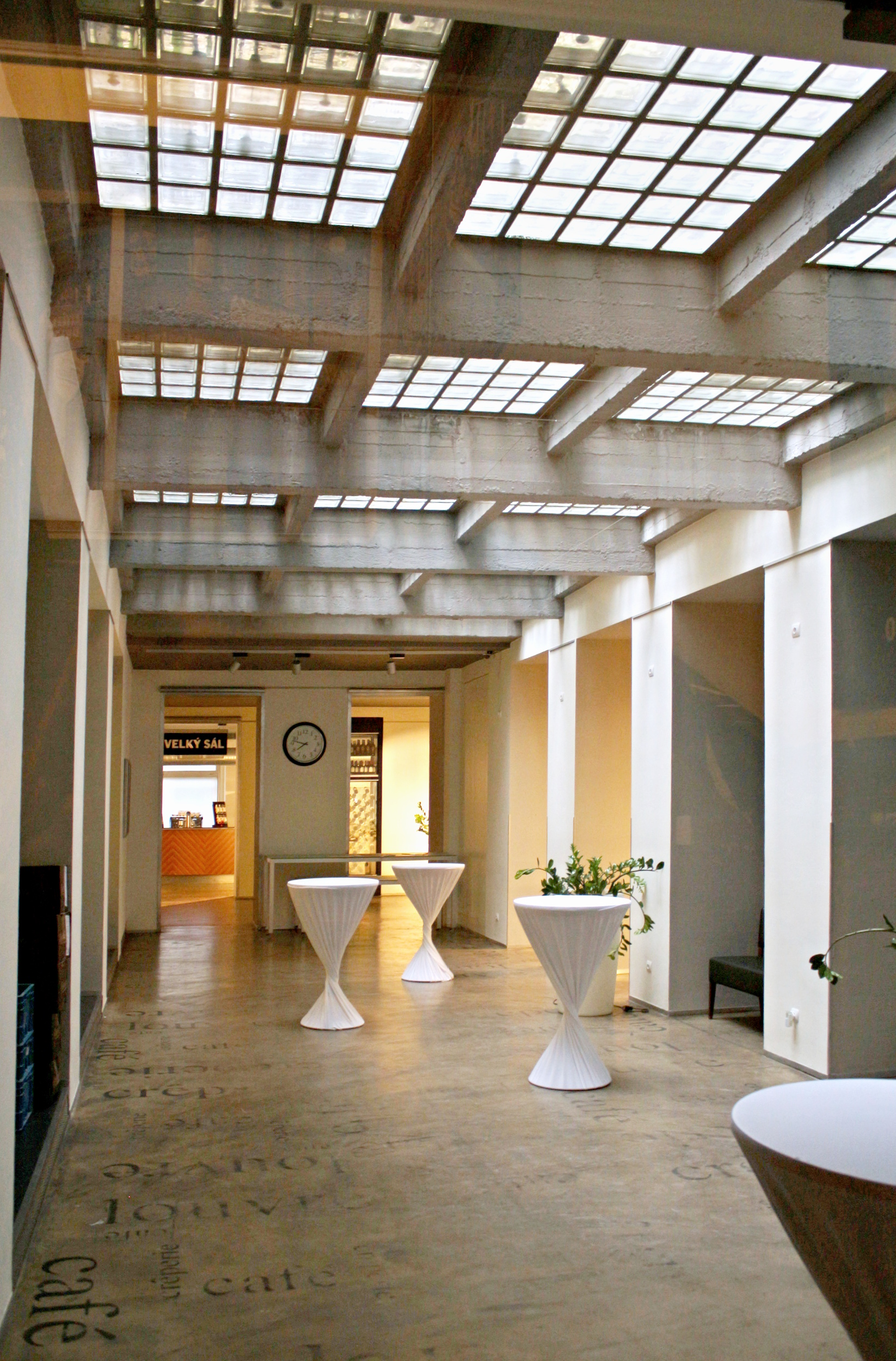
Foyer kavárny v úpravě Matěje Blechy

Kavárna vznikla v dvojdomě, postaveném ve dvou etapách. Předcházela jí v roce 1902 první fáze v podobě stavby neorenesančního domu na místě zbořeného Trautmannsdorfského paláce a Kernského domu se starou jízdárnou podle projektu architekta Františka Buldry. Součástí kavárny o několika prostorách byly herny, kulečníkový sál, klubovny, Moravská vinárna a Tokajský sklep. Ke specialitám patřila "pařížská káva Louvre" z pražírny Aloise Pelze v Platýzu. O rozvoj provozu se zasloužil kavárník Jan Náprstek, který podnik koupil roku 1917 a zavedl mimo jiné salónní orchestr. Hlavní popularity dosáhla kavárna v meziválečném Československu. Druhá stavební etapa proběhla v letech 1926-1927 podle projektu architekta Matěje Blechy, kdy byl mj. vybourán původní portál a adaptovány mnohé prostory. Foyer bylo proskleno jedněmi z prvních luxfer v Praze.

### Významní hosté
Mezi hosty kavárny tehdy patřili například Karel Čapek, Franz Kafka nebo Albert Einstein v době své pražské profesury. Český herec Eduard Vojan (1853-1920) zde míval svůj stálý stůl, kde od roku 1913 sedávali také němečtí spisovatelé Otto Pick a Franz Werfel. Až do posledního roku svého života sem pravidelně chodíval režisér Otakar Vávra.

### Spolky
Od roku 1902 se zde pravidelně scházel i německý filozofický kroužek Berty Fantové, vyznávající učení Franze Brentana (1838-1917). Členy tohoto spolku byli mj. také Max Brod a Franz Kafka, kteří zde později měli vyčleněnu vlastní místnost. Ačkoli byl Max Brod v roce 1905 ze spolku vyloučen a Franz Kafka jej ze solidarity následoval, byli i nadále pravidelnými návštěvníky společenských večerů, veřejných četeb a přednášek pořádaných v kavárně.
Členové spolku
- Josef Eisenmeyer, experimentální psycholog
- Alfred Kastil, soukromý docent
- Oskar Kraus, učenec který se proslavil tím, že odmítl teorii relativity, a také svou parafrází na Iliadu, která vyšla pod názvem Meyriade
- Berta Fantová, zakladatelka antroposofického spolku
- Emil Utitz (1883–1956), profesor estetiky
- Samuel Hugo Bergmann
- Felix Weltsch
- Max Brod
- Franz Kafka

### Období socialismu
Po komunistickém převratu v roce 1948, byl provoz kavárny přerušen a veškeré vybavení a nábytek byly rozchváceny nebo zničeny.

## Současnost
Kavárna byla obnovena po roce 1992, kdy prostory prošly celkovou rekonstrukcí. V současné době kavárna nabízí kavárenské a gastronomické služby, s možností pořádání společenských setkání. Součástí kavárny je také kulečníková herna.